# COMPLETE EPLP 〜ALL TIME SINGLE COLLECTION〜
『COMPLETE EPLP 〜ALL TIME SINGLE COLLECTION〜』（コンプリート・イーピーエルピー オール・タイム・シングル・コレクション）は、2020年3月5日に発売されたRCサクセションのコンピレーション・アルバム。発売元はユニバーサルミュージックLLC。

## 解説
RCサクセション初のベスト・アルバム「EPLP」に倣い、デビュー50周年を記念して発売されたALL TIME SINGLE COLLECTION。
'70のデビュー「宝くじは買わない」から'90の「I LIKE YOU」まで全21枚のシングルを発売順に収録。

## 収録曲

### DISC-1
1. 宝くじは買わない
2. どろだらけの海
3. 涙でいっぱい
4. イエスタディをうたって
5. ぼくの好きな先生
6. キミかわいいね
7. あの歌が想い出せない
8. 三番目に大事なもの
9. けむり
10. スローバラード
11. やさしさ
12. わかってもらえるさ
13. よごれた顔でこんにちは

### DISC-2
1. ステップ!
2. 上を向いて歩こう
3. 雨あがりの夜空に
4. 君が僕を知っている
5. ボスしけてるぜ
6. キモちE
7. トランジスタ・ラジオ
8. たとえばこんなラブソング
9. サマーツアー
10. ノイローゼ・ダンシング（CHABOは不眠症）
11. つ・き・あ・い・た・い
12. 窓の外は雪
13. Oh! Baby
14. ダンスパーティー
15. ベイビー!逃げるんだ。
16. おはようダーリン

### DISC-3
1. 不思議
2. 甘いシル
3. すべてはALRIGHT…YA BABY
4. 春うらら
5. スカイ・パイロット
6. LONELY NIGHT…NEVER NEVER
7. NAUGHTY BOY
8. DIGITAL REVERB CHILD
9. ラヴ・ミー・テンダー
10. サマータイム・ブルース
11. I LIKE YOU
12. 忠実な犬